# 福建省长乐第一中学
福建省长乐第一中学，简称长乐一中，是福建省福州市长乐区的一所中学，是福建省重点中学、福建省一级达标中学、福建省现代教育实验学校、福建省文明学校、福建省依法治校示范校、福建省模范教工之家、福建省首批示范性高中建设学校。
长乐一中创建于1890年，前身是私立培青初级中学。曾先后易名为长乐县立初级中学、私立建华初级中学、长乐初级中学、长乐中学；1957年定名为福建省长乐第一中学。1993年成为福建省二级达标高中；2002年成为福建省一级达标高中；2018年12月，被立项为福建省首批示范性高中建设学校。
截至2022年12月，长乐一中有两个校区，其中吴航校区占地面积102亩，建筑面积3.86万平方米； 首占校区占地面积150亩，建筑面积8.5万平方米；学校共有初高中教学班98个，学生4924人，教职工354人。

## 硬件设施
截至2022年12月，长乐一中吴航校区拥有办公区主要有校史展览馆、行政办公楼、音乐教室、教研楼、教学楼、综合楼、图书馆、实验楼、体育馆、田径场、后山篮球场、学生公寓、宿舍楼、膳厅等基础设施；首占校区拥有学术报告厅、图书行政办公楼、地理生物园、食堂、实验楼、教学楼、学生公寓、艺术楼、体育馆（健体楼）、田径运动场、篮球场、网球场等基础设施。

## 办学规模
截至2022年12月，长乐一中吴航校区占地面积102亩，建筑面积3.86万平方米； 首占校区占地面积150亩，建筑面积8.5万平方米；学校共有初高中教学班98个，学生4924人。

## 学校荣誉
- 2002年，福建省一级达标高中。[1]

- 2007年，福建省中小学实施素质教育工作先进学校。

## 相关链接
- 有一种骄傲，叫做来自长乐一中！--腾讯网 （页面存档备份，存于）